# Allophorocera lapponica
Allophorocera lapponica är en tvåvingeart som beskrevs av Wood 1974. Allophorocera lapponica ingår i släktet Allophorocera och familjen parasitflugor. Arten är reproducerande i Sverige. Inga underarter finns listade i Catalogue of Life.